# Boreas (kulle)
Boreas är en kulle i Antarktis. Den ligger i Östantarktis. Norge gör anspråk på området. Toppen på Boreas är 220 meter över havet, eller 159 meter över den omgivande terrängen. Bredden vid basen är 8,2 km.
Terrängen runt Boreas är huvudsakligen platt. Trakten är obefolkad. Det finns inga samhällen i närheten.